# Осада Дорогичина
Осада Дорогичина — центральное событие вторжения великого князя литовского Тройдена в Галицко-Волынское княжество в 1274 году, предпринятое после выхода Великого княжества Литовского из-под зависимости от Галицко-Волынского княжества. После поражения Лев Данилович решил отомстить Литве и начал готовиться к походу, он обратился за помощью к золотоордынскому хану Менгу-Тимуру. Ответный поход Льва Даниловича при поддержке татар и части русских княжеств позволил вернуть Дорогичин, но взять земли Тройдена не удалось. Военные действия 1274—1275 годов свидетельствовали о крахе гегемонистских претензий Галича.

## Предыстория
В 1268 году галицкий князь Лев Данилович организовал убийство Войшелка и передал своему младшему брату Шварну верховную власть в Великом княжестве Литовском. В 1269 году Лев Данилович уже сам претендует на литовский престол, но безуспешно. В период правления Шварна ВКЛ становится галицким протекторатом. Часть литовской знати приняла православие. Шварн уделял наибольшее внимание своим владениям в Галицкой земле. По мнению литовского историка Э. Гудавичуса, сложившееся при Шварне положение могло привести к обрусению Литвы, включению ее в политическую систему Галиции и Волыни. Литовская знать была против потери государственности, а также была недовольна тем, что Шварн не мешал расширению владений Тевтонского ордена. Поэтому Шварн был изгнан из ВКЛ, после чего Литва вышла из-под сильного влияния Галиции и Волыни. Э. Гудавичус пишет, что до 1274 года какое-то время не происходило войн между ВКЛ и Галицией. Однако новый великий князь литовский Тройден стал воевать как против Галицкой земли, так и против крестоносцев.

## Война 1274 года и ее последствия

### Поход литовцев 1274 года и подготовка Галицкой земли к походу 1275 года
В 1274 году войска Великого княжества Литовского взяли Дорогичин. Зимний поход против Литвы (согласно исследованию М. Грушевского, 1275—1276 годов) был организован Львом Даниловичем при поддержке хана Золотой Орды Туда-Менгу, в отместку за войну Тройдена с Владимиром и взятие литовцами Дорогичина. Хан обязал участвовать в походе смоленских и брянских князей Романа Михайловича, Олега Романовича, Глеба Смоленского.

### Поход 1275 года
В 1275 году галицкий князь Лев Данилович, волынские князья Мстислав и Владимир, при содействии других русских князей и татар, предводительствуемых темником Ягурчином, – перешли в наступление на находившиеся под властью великого князя литовского Тройдена земли Черной Руси. Они смогли отбить у Тройдена Дорогичин. Далее пошли на Новгородок (Новогрудок) и попытались взять его, в результате была сожжена жилая и предзамковая часть города, но сам Новогрудский замок (обороняемый, следует полагать, братом Тройдена Сирпутисом) выстоял. В 1276 году был заключен мир. Часть литовских войск не участвовала в этих боевых действиях, т. к. была направлена в поход в Королевство Польское. Галицкая земля также направила часть своих сил против ятвягов.

### Последствия походов 1274 и 1275 годов
Военные действия 1274 — 1275 годов свидетельствовали о крахе гегемонистских претензий Галича и военно-политическом равновесии на южной границе Литвы. Однако войны с Галицкой землей заставили ВКЛ заключить перемирие с ливонскими крестоносцами для накопления сил на юге.

## См.также
- Военные конфликты Великого княжества Литовского и Золотой Орды
- Великое Княжество Литовское